# 大井ふ頭中央海浜公園スポーツの森陸上競技場
大井ふ頭中央海浜公園スポーツの森陸上競技場（おおいふとうちゅうおうかいひんこうえんスポーツのもりりくじょうきょうぎじょう）は、東京都品川区の大井ふ頭中央海浜公園内にある東京都の所有する陸上競技場。

## 施設概要
スポーツの森内の他施設と共に、日比谷アメニス南部地区（18公園）グループが指定管理者として管理に当たっている。
かつて、スポーツの森内には、この他に、第一球技場、第二球技場が所在し、サッカー公式戦に使用できるスタジアムが3つあるが、天然芝のスタジアムは陸上競技場だけであった。
日本陸上競技連盟第三種公認競技場であり、トラックは400メートル8レーン。東京25世界陸上では練習会場として利用。スポーツの森内にはその他、野球場などが設置され、また隣接地には大田スタジアムがある。
- 収容人数 5,000人（座席数約2,000席・メインスタンドのみ固定座席、他は芝生席）